# Valanga transiens
Valanga transiens är en insektsart som först beskrevs av Walker, F. 1870.  Valanga transiens ingår i släktet Valanga och familjen gräshoppor. Inga underarter finns listade i Catalogue of Life.